# Thalys PBKA
A Thalys PBKA a TGV motorvonatok nemzetközi, négyáramnemű változata. Párizs–Brüsszel–Köln–Amszterdam között közlekedik. A vonat neve az érintett városok kezdőbetűinek összevonásából született. Felszerelték mind a négy ország biztosítóberendezésével.

## Története
Az 1988-1990-es évekre nyúlik vissza az a többoldalú projekt, mely egy nagysebességű útvonal létrehozását célozta Párizs, Brüsszel, Köln és Amszterdam között, bevonva a résztvevők vasúthálózatát és az érintett üzemeltetőket, ebben az esetben az SNCF-t, a DB-t, az SNCB-t és az NS-t. Ezeknek a vonatoknak négy különböző felsővezeték hálózaton és még nagyobb számú vonatbiztonsági és jelző rendszert kellett tudniuk kezelni. A négy vasút 1993. január 28-án írta alá a PBKA szerződést, mely magába foglalta a nagysebességű vonatok közös beszerzését a GEC Alstomtól. A négyáramrendszerű vonatok, melyek a TGV Réseau továbbfejlesztett változatai, öt évvel később 1997 december 14-én kerültek forgalomba a Párizs–Brüsszel–Köln „Thalys” nevű útvonalon.

## Technikai információk
A Thalys PBA motorvonatoktól eltérően a Thalys PBKA motorvonatokat kizárólag a Thalys szolgáltatásért fejlesztették ki. Kívülről vörösre festett TGV POS-nak tűnnek, azonban technikailag hasonlóak TGV Duplex motorvonatokhoz, de nem kétszintesek. Mindegyik négyáramnemű, egyaránt működik 25 kV 50 Hz AC (TGV), 15 kV 16⅔ Hz AC (Németország, Svájc), 3 kV DC (Belgium) és 1,5 kV DC (Hollandia és a francia nem nagysebességű vonalak) áramrendszer alatt. A csúcssebességük menetrend szerint 300 km/h (186 mph), 25 kV feszültségen. Ekkor a vonat teljesítménye 8 800 kW. Mikor a feszültség csak 15 kV, akkor a teljesítmény csak 4 460 kW. A motorvonat nyolc kocsiból áll és 200,19 m hosszú, a tömege 385 tonna. Összesen 377 ülőhely található benne.
Összesen tizenhét vonat üzemel: kilencet az SNCB/NMBS, hatot az SNCF és kettőt az NS üzemeltet. A Deutsche Bahn hozzájárult ahhoz, hogy anyagilag támogassa az SNCB kettő motorvonatát.

## Képgaléria

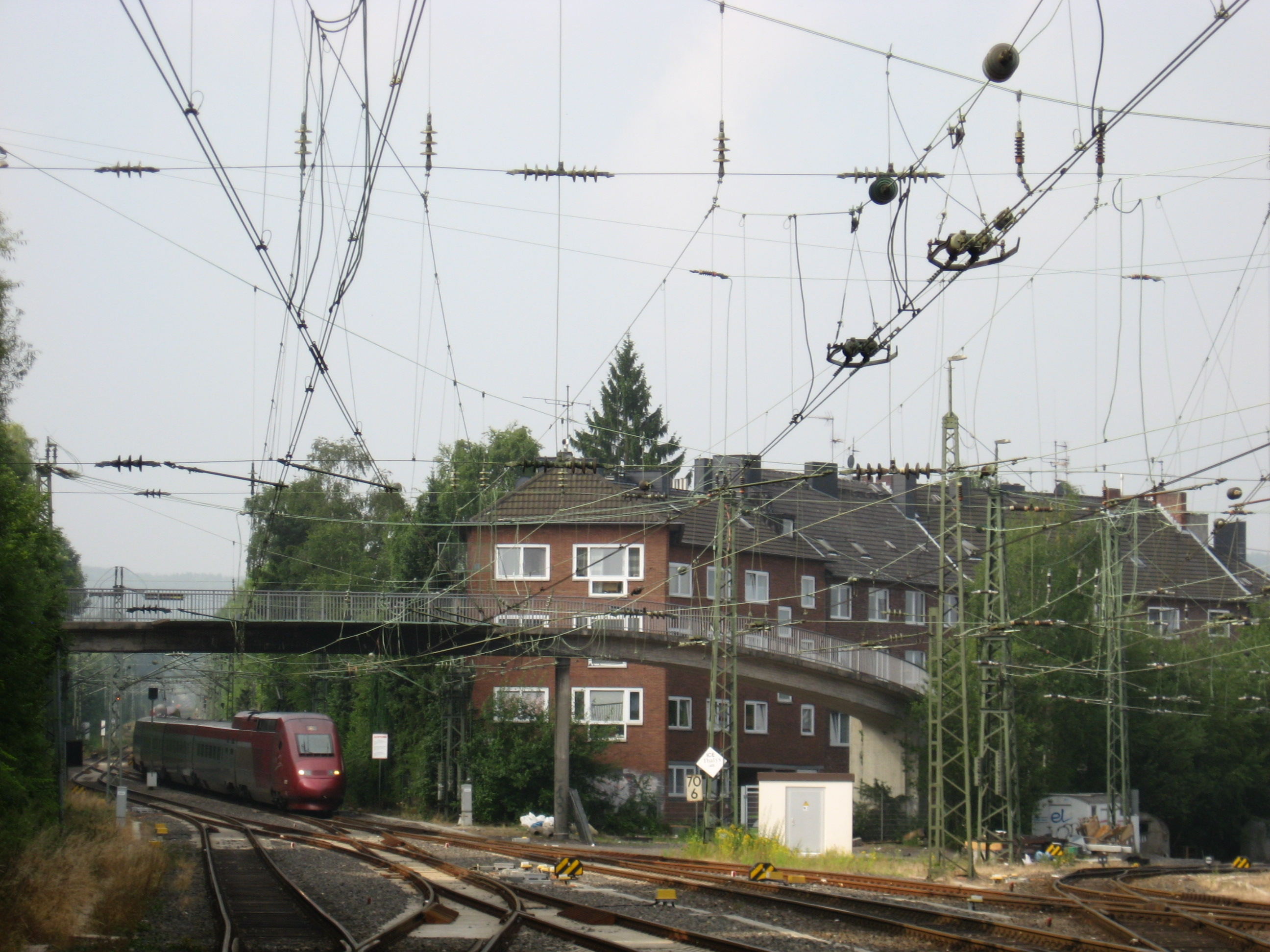
Aachen Hauptbahnhof
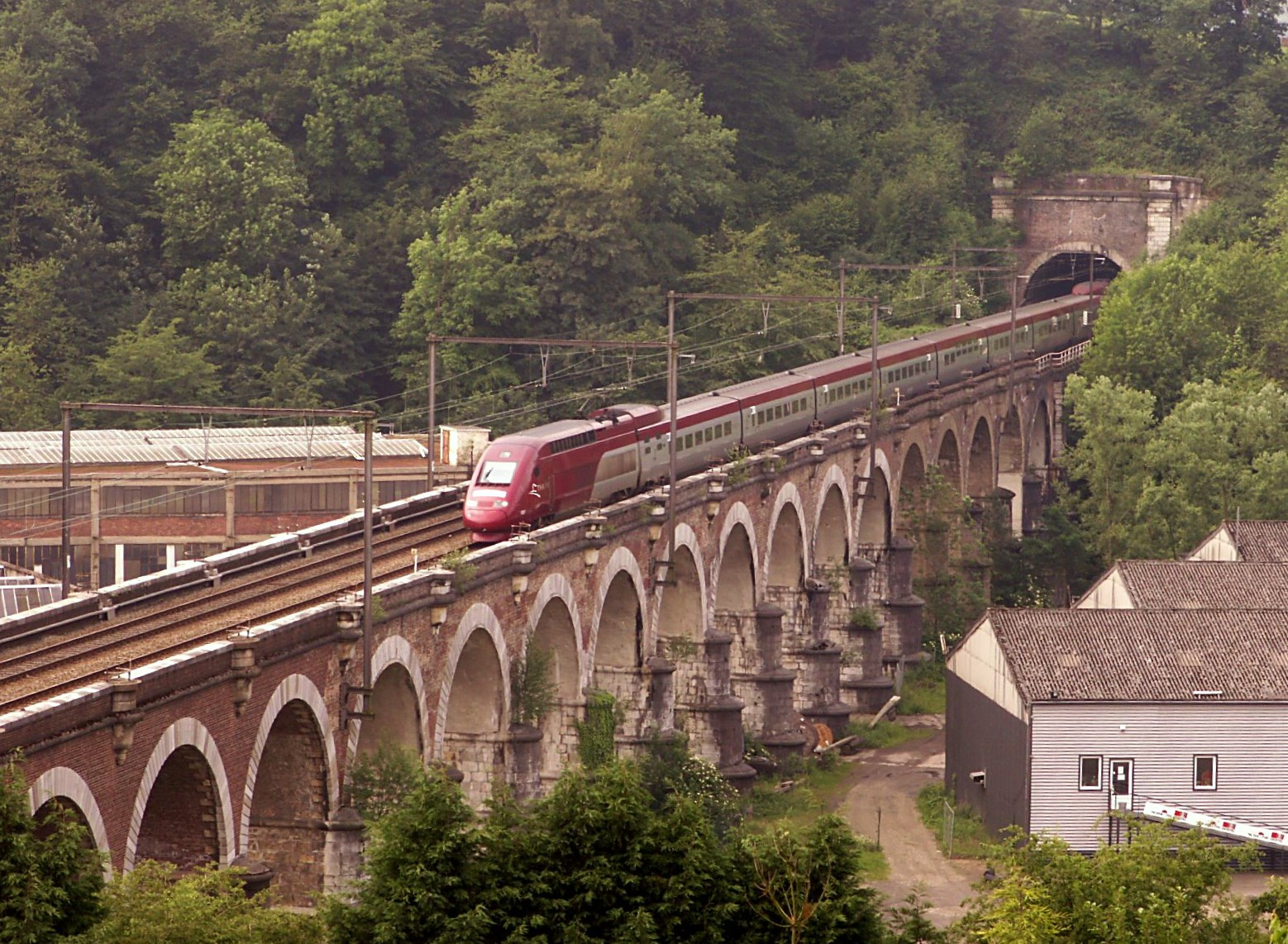
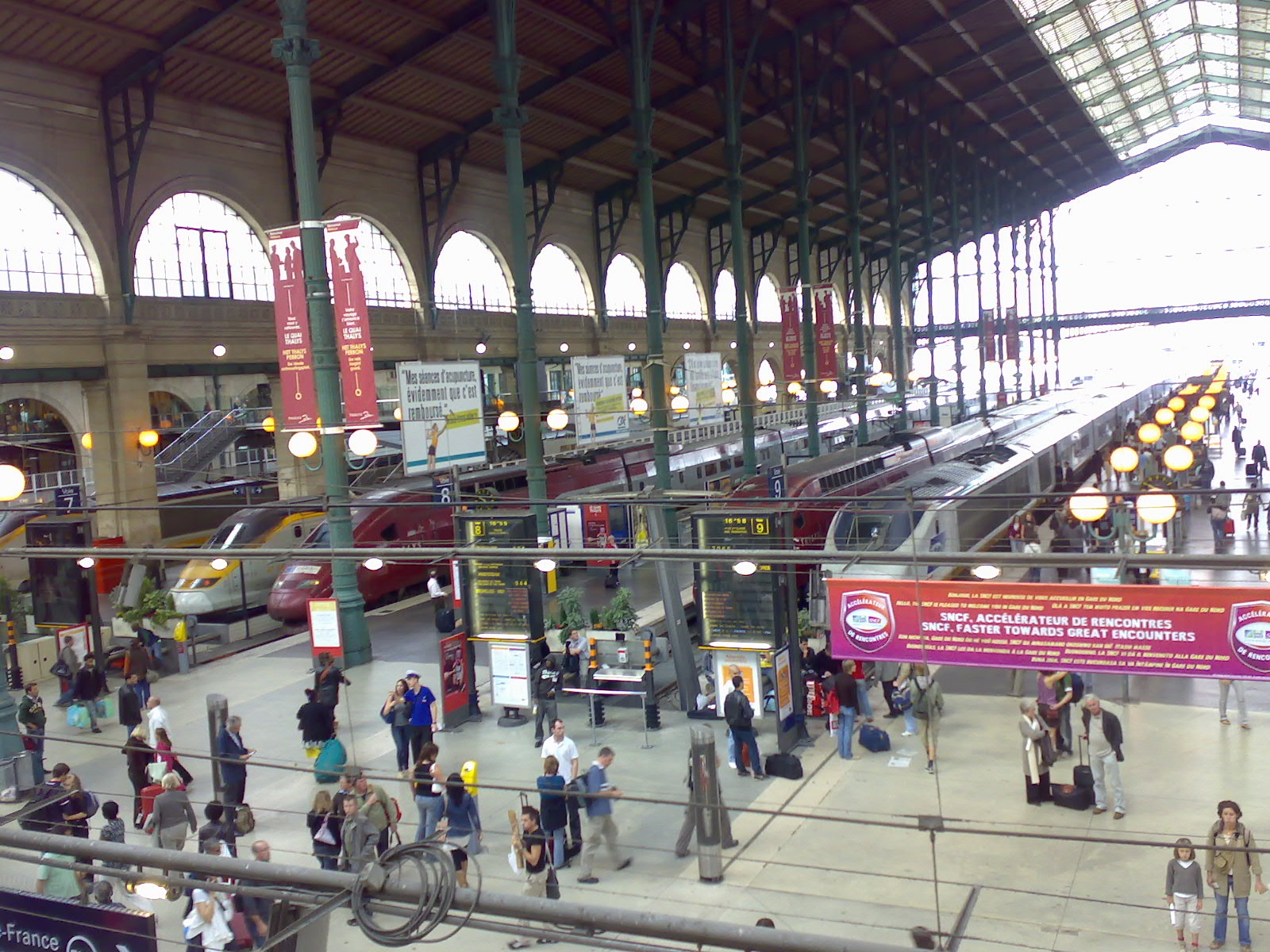
Gare du Nord
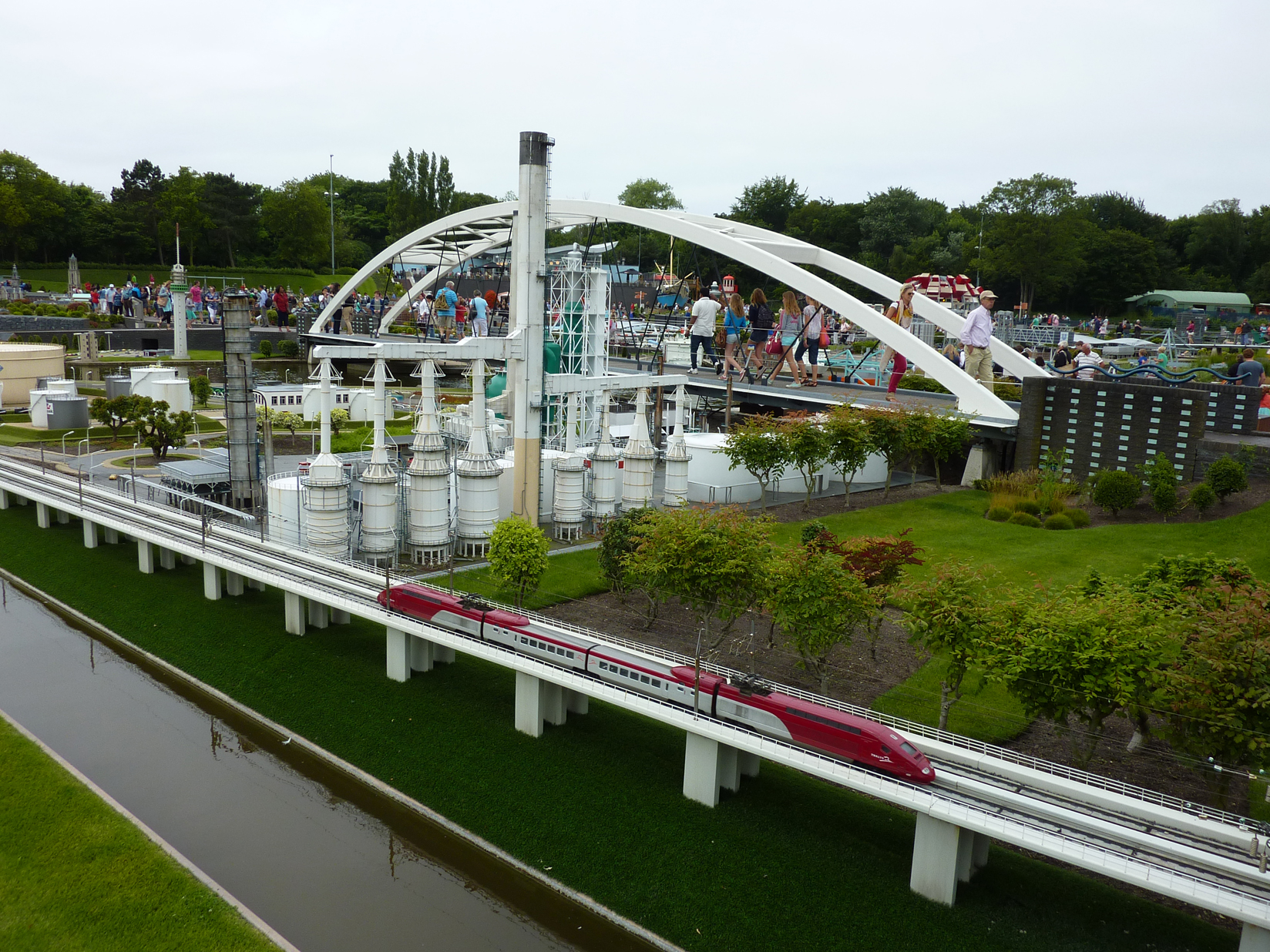
Madurodam
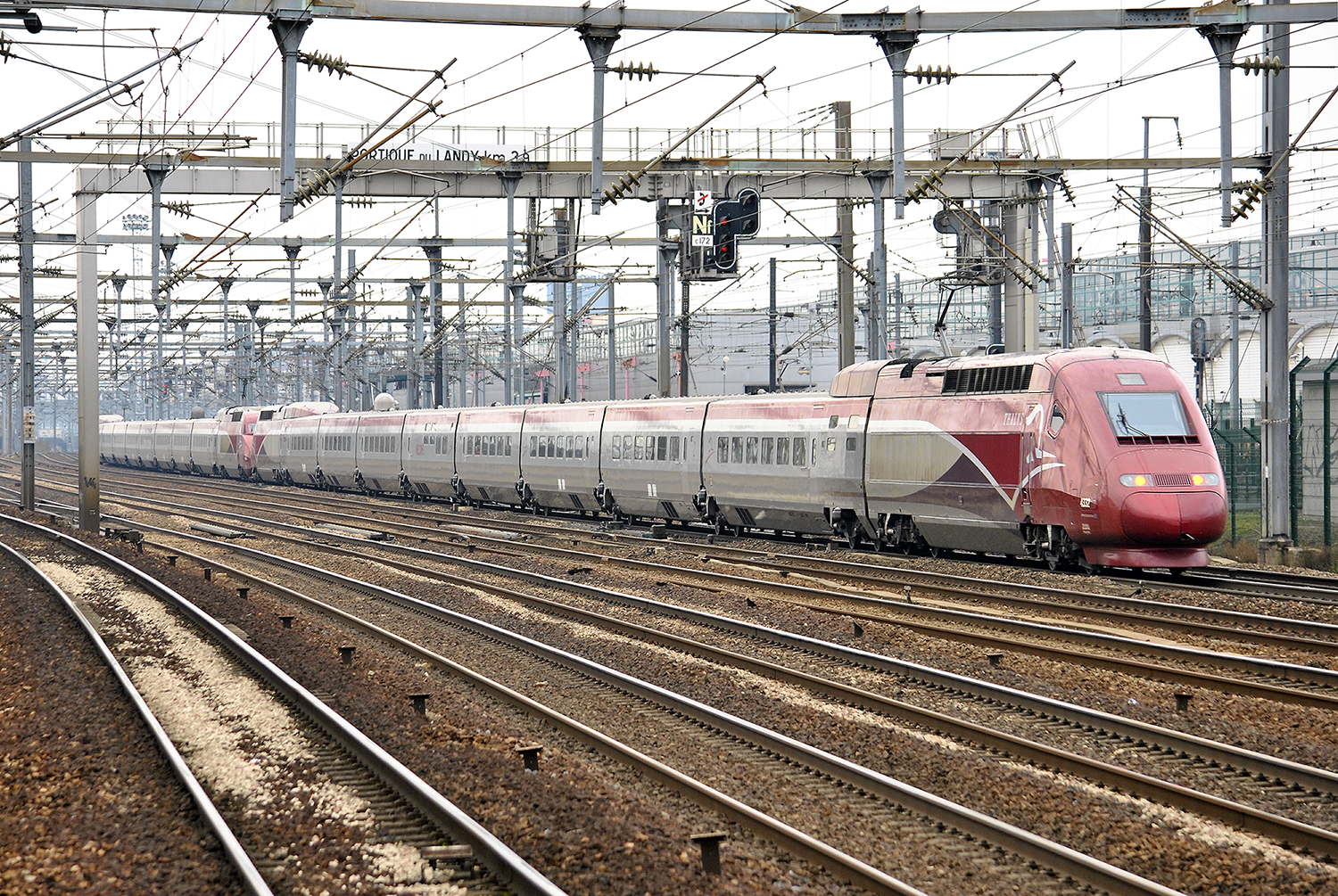
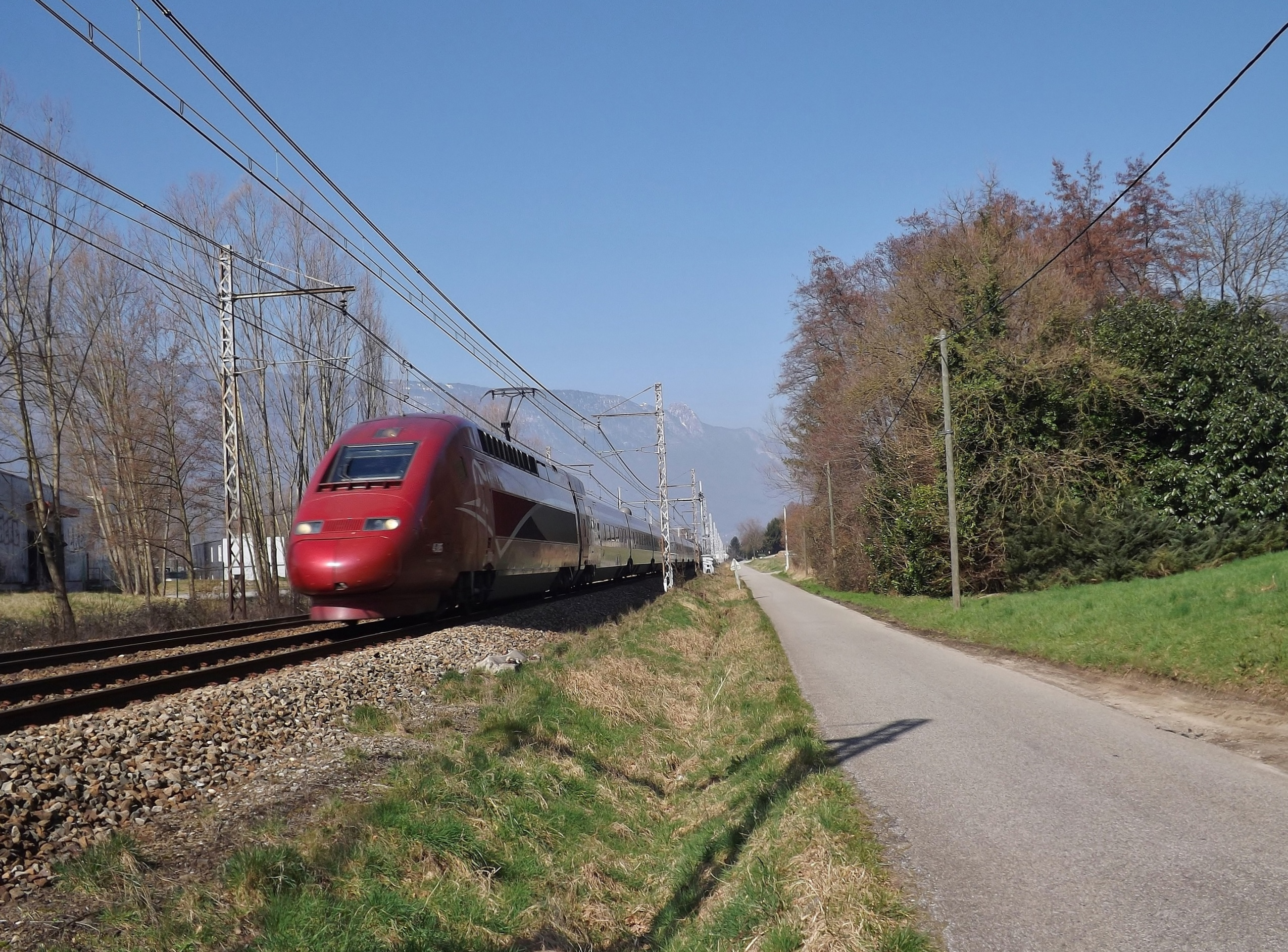
Chambéry